# 아나 베어라이터
아나 베어라이터(독일어: Anna Berreiter, 1999년 9월 3일~)는 독일의 루지 선수로 2022년 동계 올림픽에서 여자 1인승 부문 은메달을 획득했다. 또한 세계 선수권 대회에서 1인승 금메달(2023) 1개를 포함하여 총 메달 4개를 획득했다.